# Puro amore
Puro amore è un singolo del cantante italiano Zucchero Fornaciari, pubblicato dalla Polydor nel 1999 ed estratto dall'album Bluesugar.

## Descrizione
Il brano vede la collaborazione delle figlie Alice e Irene per la composizione della musica e di Pasquale Panella per il testo.
Nel 2004 la versione inglese del brano, già edita nel 1998 come If Not Tonight, è stata pubblicata nella raccolta Zu & Co. in duetto con Dolores O'Riordan, e intitolata Pure Love.

## Tracce
Testi e musiche di Zucchero eccetto dove diversamente indicato.

### CD singolo
Puro amore
- COD: Polydor 5002 527

1. Puro amore – 3:29 (testo: Zucchero, Pasquale Panella – musica: Zucchero, Irene Fornaciari, Alice Fornaciari)

- COD: Polydor 563 476-2

1. Puro amore – 3:29 (testo: Zucchero, P. Panella – musica: Zucchero, I. Fornaciari, A. Fornaciari)
2. Let the Good Times Roll (feat. B.B. King) – 5:12 (Sam Theard, Fleecy Moore)

- COD: Polydor

1. Puro amore – 3:16 (testo: Zucchero, P. Panella – musica: Zucchero, I. Fornaciari, A. Fornaciari)
2. If Not Tonight – 3:18 (testo: E. Bazilian – musica: Zucchero, I. Fornaciari, A. Fornaciari)

If Not tonight
- COD: Polydor 5002 528

1. If Not Tonight – 3:18 (testo: E. Bazilian – musica: Zucchero, I. Fornaciari, A. Fornaciari)

Pure Love (ft. Dolores O'Riordan)
- COD: Universal (2004)

1. Pure Love (feat. Dolores O'Riordan) – 3:27 (testo: E. Bazilian, Zucchero – musica: Zucchero, I. Fornaciari, A. Fornaciari)

### CD Maxi
If Not tonight
- COD: Polydor 563 477-2

1. If Not Tonight – 3:31 (testo: E. Bazilian – musica: Zucchero, I. Fornaciari, A. Fornaciari)
2. Let the Good Times Roll (feat. B.B. King) – 5:12 (Sam Theard, Fleecy Moore)
3. Il volo (Live) – 5:08
4. Puro amore – 3:29 (testo: Zucchero, P. Panella – musica: Zucchero, I. Fornaciari, A. Fornaciari)

## Classifiche
| Classifica (1999) | Posizione massima |
| ----------------- | ----------------- |
| Italia (Airplay)  | 15                |